# Zygmunt Bauman
Zygmunt Bauman (em hebraico: זיגמונט באומן; romaniz.: Zigmont Be'uman; nascido em Posnânia, Polônia, 19 de novembro de 1925 – falecido em Leeds, Reino Unido, 9 de janeiro de 2017) foi um sociólogo, filósofo, professor universitário e teórico social polonês, professor emérito de sociologia das universidades de Leeds e Varsóvia, referência em estudos sobre pós-modernidade e criador do conceito de modernidade líquida. 

## Biografia
Nascido em uma família de Judeus poloneses não praticantes, ele e seus familiares transferiram-se para a União Soviética após a invasão e anexação da Polônia (1939) por forças alemãs.
Durante a Segunda Guerra Mundial, Bauman serviu ao Primeiro Exército Polonês, controlado pelos soviéticos, atuando como instrutor político. Participou das batalhas de Kolberg (atual Kołobrzeg) e de Berlim. Em maio de 1945, foi condecorado com a Cruz de Valor. Conheceu sua esposa, Janina Bauman, nos acampamentos de refugiados polacos.
Ao longo dos anos 1940 e 1950, Bauman foi um entusiasmado militante do Partido Operário Unificado Polaco, o partido comunista da Polônia. Segundo o Instituto da Memória Nacional da Polônia, entre 1945 e 1953 Bauman era oficial do Corpo de Segurança Interna (em polonês, Korpus Bezpieczeństwa Wewnętrznego, KBW), uma unidade militar especial formada na Polônia, sob o governo stalinista, para combater os ucranianos nacionalistas insurgentes e os remanescentes do Armia Krajowa, a principal organização da resistência da Polônia à ocupação do país, durante a Segunda Guerra. Mais tarde, entre 1945 e 1948, Bauman trabalhou para a inteligência militar, embora a natureza e a extensão de suas atividades sejam desconhecidas, assim como as circunstâncias sob as quais terá abandonado tais atividades.
Durante uma entrevista ao jornal The Guardian, Bauman confirmou ter sido um devotado comunista — durante e depois da Segunda Guerra — e nunca ter feito segredo disso. Admitiu que ingressar no serviço de inteligência militar aos 19 anos tenha sido um erro, apesar de só ter realizado tediosas atividades burocráticas e jamais ter dado informações sobre alguém.
Enquanto servia no KBW, Bauman também estudava sociologia na Academia de Política e Ciências Sociais de Varsóvia. Mas, em 1953, já no posto de major, foi subitamente excluído do KBW — e de maneira desonrosa —, depois que seu pai se aproximou da embaixada israelense em Varsóvia, com vistas a emigrar para Israel. Uma vez que Bauman não compartilhava absolutamente das ideias sionistas do pai, sendo, de fato, francamente antissionista, sua demissão causou um severo, embora temporário, distanciamento do pai. Durante o período em que ficou desempregado, decidiu completar seu mestrado e, em 1954, tornou-se professor assistente na Universidade de Varsóvia, onde permaneceu até 1968. Inicialmente, Bauman se manteve próximo à ortodoxia marxista mas, influenciado por Antonio Gramsci e Georg Simmel, tornou-se crescentemente crítico ao governo comunista da Polônia. Passaria então a trabalhar, com outros acadêmicos da Universidade, numa concepção humanista do marxismo. De todo modo, Bauman sempre se declarou Socialista e, nos seus últimos anos de vida, dizia que, mais do que nunca, o socialismo é necessário ao mundo.
Submetido a uma crescente pressão política, conectada ao expurgo conduzido por Mieczysław Moczar, chefe do Służba Bezpieczeństwa, o Serviço de Segurança polonês, Bauman renunciou à sua filiação ao Partido Operário Unificado em janeiro de 1968. Os eventos de março de 1968 na Polônia culminaram com um expurgo que levou muitos comunistas poloneses de ascendência judia a sair do país. Bauman, que havia sido demitido da Universidade de Varsóvia, estava entre eles. Para deixar o país, teve que abdicar de sua cidadania polonesa. Primeiramente foi para Israel, para lecionar na Universidade de Tel Aviv. Em 1971, aceitou um convite para ensinar sociologia na Universidade de Leeds. Desde então, seus trabalhos passaram a ser publicados quase que exclusivamente em inglês, e sua reputação cresceu exponencialmente.
Em 2011, durante entrevista concedida ao semanário polonês Polityka, Bauman criticou Israel e o sionismo, dizendo que Israel não estava interessado na paz mas somente em "se aproveitar do Holocausto para legitimar atos inadmissíveis". Comparou o Muro da Cisjordânia aos muros do   Ghetto de Varsóvia, onde centenas de milhares de judeus morreram. O embaixador israelense em Varsóvia, Zvi Bar, qualificou os comentários de Bauman como "meias verdades" e "generalizações infundadas".

## Pensamentos
De acordo com Bauman, nos tempos atuais, as relações entre os indivíduos nas sociedades tendem a ser menos frequentes e menos duradouras. Uma de suas frases poderia ser traduzida, na língua portuguesa, como "as relações escorrem pelo vão dos dedos". Segundo o seu conceito de "relações líquidas", formulado, por exemplo, em Amor Líquido, as relações amorosas deixam de ter aspecto de união e passam a ser mero acúmulo de experiências, e a insegurança seria parte estrutural da constituição do sujeito pós-moderno, conforme escreve em Medo Líquido. Bauman é frequentemente descrito como um pessimista, na sua crítica à Pós-Modernidade. De fato, enquanto os cientistas, poetas e artistas da mainstream empenham-se na exaltação das virtudes do Capitalismo. O Capitalismo caminhando juntamente com o consumo demasiado o chamado Consumismo consequentemente acarretando á degradação, devastação ambiental e grande emissão de gases poluentes, ele se insere na contracorrente, procurando expor a face desumana do capital  indo além do que Karl Marx observou na época um verdadeiro fetiche pelo consumo, criou-se um fetiche pelas marcas, deixando de importar o produto em si, mas a sua fabricante e o seu preço. O sujeito é Objetificado pelo Capitalismo, tornando-se apenas o que ele consome, e não mais o que ele é. Na lógica da modernidade líquida, o sujeito é aquilo que ele consome. Refletindo também juntamente com Rein Raud (Escritor e Doutor em teoria literária) e sobre a insignificância humana.

## Prêmios
Bauman recebeu os prêmios Amalfi (1989), por sua obra Modernidade e Holocausto) e Adorno (1998), pelo conjunto de sua obra.

## Obra
Bauman tem mais de trinta obras publicadas no Brasil, dentre as quais Amor Líquido, Globalização: as Consequências Humanas e Vidas Desperdiçadas. Tornou-se conhecido por suas análises do Consumismo Pós-Moderno e das ligações entre Modernidade e Holocausto.

### Livros de Bauman
- 1957: Zagadnienia centralizmu demokratycznego w pracach Lenina [Questions of Democratic Centralism in Lenin's Works]. Warszawa: Książka i Wiedza.
- 1959: Socjalizm brytyjski: Źródła, filozofia, doktryna polityczna [British Socialism: Sources, Philosophy, Political Doctrine]. Warszawa: Państwowe Wydawnictwo Naukowe.
- 1960: Klasa, ruch, elita: Studium socjologiczne dziejów angielskiego ruchu robotniczego [Class, Movement, Elite: A Sociological Study on the History of the British Labour Movement]. Warszawa: Państwowe Wydawnictwo Naukowe.
- 1960: Z dziejów demokratycznego ideału [From the History of the Democratic Ideal]. Warszawa: Iskry.
- 1960: Kariera: cztery szkice socjologiczne [Career: Four Sociological Sketches]. Warszawa: Iskry.
- 1961: Z zagadnień współczesnej socjologii amerykańskiej [Questions of Modern American Sociology]. Warszawa: Książka i Wiedza.
- 1962 (with Szymon Chodak, Juliusz Strojnowski, Jakub Banaszkiewicz): Systemy partyjne współczesnego kapitalizmu [The Party Systems of Modern Capitalism]. Warsaw: Książka i Wiedza.
- 1962: Spoleczeństwo, w ktorym żyjemy [The Society We Live In]. Warsaw: Książka i Wiedza.
- 1962: Zarys socjologii. Zagadnienia i pojęcia [Outline of Sociology. Questions and Concepts]. Warszawa: Państwowe Wydawnictwo Naukowe.
- 1964: Zarys marksistowskiej teorii spoleczeństwa [Outline of the Marxist Theory of Society]. Warszawa: Państwowe Wydawnictwo Naukowe.
- 1964: Socjologia na co dzień [Sociology for Everyday Life]. Warszawa: Iskry.
- 1965: Wizje ludzkiego świata. Studia nad społeczną genezą i funkcją socjologii [Visions of a Human World: Studies on the social genesis and the function of sociology]. Warszawa: Książka i Wiedza.
- 1966: Kultura i społeczeństwo. Preliminaria [Culture and Society, Preliminaries]. Warszawa: Państwowe Wydawnictwo Naukowe.
- 1972: Between Class and Elite. The Evolution of the British Labour Movement. A Sociological Study. Manchester: Manchester University Press ISBN 978-0-7190-0502-2 (Polish original 1960)
- 1973: Culture as Praxis. London: Routledge & Kegan Paul. ISBN 978-0-7619-5989-2
- 1976: Socialism: The Active Utopia. New York: Holmes and Meier Publishers. ISBN 0-8419-0240-2
- 1976: Towards a Critical Sociology: An Essay on Common-Sense and Emancipation. London: Routledge & Kegan Paul. ISBN 0-7100-8306-8
- 1978: Hermeneutics and Social Science: Approaches to Understanding. London: Hutchinson. ISBN 0-09-132531-5
- 1982: Memories of Class: The Pre-history and After-life of Class. London/Boston: Routledge & Kegan Paul. ISBN 0-7100-9196-6
- c1985 Stalin and the peasant revolution: a case study in the dialectics of master and slave. Leeds: University of Leeds Department of Sociology. ISBN 0-907427-18-9
- 1987: Legislators and interpreters - On Modernity, Post-Modernity, Intellectuals. Ithaca, N.Y.: Cornell University Press. ISBN 0-8014-2104-7
- 1988: A liberdade (Freedom. Philadelphia: Open University Press. ISBN 0-335-15592-8). Estampa ISBN 9723308118
- 1989: Modernidade e Holocausto (Modernity and The Holocaust. Ithaca, N.Y.: Cornell University Press 1989. ISBN 0-8014-2397-X). Traduzido por Marcus Penchel. Jorge Zahar Editor ISBN 85-7110-483-2
- 1990: Paradoxes of Assimilation. New Brunswick: Transaction Publishers.
- 1990: Thinking Sociologically. An introduction for Everyone. Cambridge, Mass.: Basil Blackwell. ISBN 0-631-16361-1
- 1991: Modernidade e Ambivalência (Modernity and Ambivalence. Ithaca, N.Y.: Cornell University Press. ISBN 0-8014-2603-0). Traduzido por Marcus Penchel. Jorge Zahar Editor ISBN 978-85-7110-494-5
- 1992: Intimations of Postmodernity. London, New York: Routhledge. ISBN 0-415-06750-2
- 1992: Mortality, Immortality and Other Life Strategies. Cambridge: Polity. ISBN 0-7456-1016-1
- 1993: Ética pós-moderna (Postmodern Ethics. Cambridge, MA: Basil Blackwell. ISBN 0-631-18693-X). Paulus Editora ISBN 8534909040
- 1995: Life in Fragments. Essays in Postmodern Morality. Cambridge, MA: Basil Blackwell. ISBN 0-631-19267-0
- 1996: Alone Again - Ethics After Certainty. London: Demos. ISBN 1-898309-40-X
- 1997: O Mal-Estar da Pós-Modernidade (Postmodernity and its discontents. New York: New York University Press. ISBN 0-7456-1791-3). Traduzido por Luís Carlos Fridman. Jorge Zahar Editor ISBN 978-85-7110-464-8
- 1998: Work, consumerism and the new poor. Philadelphia: Open University Press. ISBN 0-335-20155-5
- 1998: Globalização: As Conseqüências Humanas (Globalization: The Human Consequences. New York: Columbia University Press. ISBN 0-7456-2012-4). Traduzido por Marcus Penchel. Jorge Zahar Editor ISBN 978-85-7110-495-2
- 1999: Em Busca da Política (In Search of Politics. Cambridge: Polity. ISBN 0-7456-2172-4). Traduzido por Marcus Penchel. Jorge Zahar Editor ISBN 978-85-7110-553-9
- 2000: Modernidade Líquida (Liquid Modernity. Cambridge: Polity ISBN 0-7456-2409-X). Traduzido por Plínio Dentzien. Jorge Zahar Editor ISBN 978-85-7110-598-0
- (2000 [ed. por Peter Beilharz]: The Bauman Reader. Oxford: Blackwell Publishers. ISBN 0-631-21492-5)
- 2001: Comunidade: A Busca por Segurança no Mundo Atual (Community. Seeking Safety in an Insecure World. Cambridge: Polity. ISBN 0-7456-2634-3). Traduzido por Plínio Dentzien. Jorge Zahar Editor ISBN 85-7110-699-1
- 2001: A sociedade individualizada (The Individualized Society. Cambridge: Polity. ISBN 0-7456-2506-1). Traduzido por José Maurício Gradel. Jorge Zahar Editor ISBN 8537801070
- 2001 (com Keith Tester): Conversations with Zygmunt Bauman. Cambridge: Polity. ISBN 0-7456-2664-5
- 2001 (com Tim May): Thinking Sociologically, 2nd edition. Oxford: Blackwell Publishers. ISBN 0-631-21929-3
- 2002: Society Under Siege. Cambridge: Polity. ISBN 0-7456-2984-9
- 2003: Amor Líquido: Sobre a Fragilidade dos Laços Humanos (Liquid Love: On the Frailty of Human Bonds. Cambridge: Polity. ISBN 0-7456-2489-8). Traduzido por Carlos Alberto Medeiros. Jorge Zahar Editor ISBN 978-85-7110-795-3
- 2003: City of fears, city of hopes. London: Goldsmith's College. ISBN 1-904158-37-4
- 2004: Vidas Desperdiçadas (Wasted Lives. Modernity and its Outcasts. Cambridge: Polity. ISBN 0-7456-3164-9). Traduzido por Carlos Alberto Medeiros. Jorge Zahar Editor ISBN 978-85-7110-873-8
- 2004: Europa: Uma Aventura Inacabada (Europe: An Unfinished Adventure. Cambridge: Polity. ISBN 0-7456-3403-6). Traduzido por Carlos Alberto Medeiros. Jorge Zahar Editor ISBN 85-7110-895-1
- 2004: Identidade: Entrevista a Benedetto Vecchi (Identity: Conversations with Benedetto Vecchi. Cambridge: Polity. ISBN 0-7456-3308-0). Traduzido por Carlos Alberto Medeiros. Jorge Zahar Editor ISBN 978-85-7110-889-9
- 2005: Vida Líquida (Liquid Life. Cambridge: Polity. ISBN 0-7456-3514-8). Traduzido por Carlos Alberto Medeiros. Jorge Zahar Editor ISBN 978-85-7110-969-8
- 2006: Medo líquido (Liquid Fear. Cambridge: Polity. ISBN 0-7456-3680-2). Traduzido por Carlos Alberto Medeiros. Jorge Zahar Editor ISBN 978-85-378-0048-5
- 2006: Tempos líquidos (Liquid Times: Living in an Age of Uncertainty. Cambridge: Polity. ISBN 0-7456-3987-9). Traduzido por Carlos Alberto Medeiros. Jorge Zahar Editor ISBN 978-85-7110-993-3
- 2007: Arte, ¿líquido?. Madrid: Ediciones Sequitur. ISBN 978-84-95363-36-7
- 2008: Vida para consumo. (Consuming Life.Cambridge: Polity. 2007. ISBN 0-7456-4002-8) Traduzido por Carlos Alberto Medeiros. Jorge Zahar Editor ISBN 978-85-378-0066-9
- 2008: A arte da vida (The art of life. John Wiley). Traduzido por Carlos Alberto Medeiros. Jorge Zahar Editor ISBN 9788537801185
- 2009: Confiança e medo na cidade. Traduzido por Eliana Aguiar. Jorge Zahar Editor ISBN 9788537801222
- 2010: Capitalismo Parasitário e Outros Temas Contemporâneos. Traduzido por Eliana Aguiar. Jorge Zahar Editor ISBN 9788537802052
- 2010: Legisladores e intérpretes. Traduzido por Renato Aguiar. Jorge Zahar Editor ISBN 9788537802724
- 2010: Vida a crédito. Traduzido por Alexandre Werneck. Jorge Zahar Editor ISBN 9788537802656
- 2010: Aprendendo a pensar com a sociologia. Traduzido por Alexandre Werneck. Jorge Zahar Editor ISBN 9788537801970
- 2011: Bauman sobre Bauman: diálogos com Keith Tester. Traduzido por Carlos Alberto Medeiros. Jorge Zahar Editor ISBN 9788537800003
- 2011: Vida em fragmentos. Traduzido por Alexandre Werneck. Jorge Zahar Editor ISBN 9788537805152
- 2011: 44 cartas do mundo líquido moderno. Traduzido por Vera Pereira. Jorge Zahar Editor ISBN 9788537806814
- 2011: A ética é possível num mundo de consumidores?. Traduzido por Alexandre Werneck. Jorge Zahar Editor ISBN 9788537807163
- 2012: Ensaios sobre o conceito de cultura. Traduzido por Carlos Alberto Medeiros. Jorge Zahar Editor ISBN 9788537808009
- 2013: Sobre Educação e Juventude. Traduzido por Carlos Alberto Medeiros. Jorge Zahar Editor ISBN 9788537810323
- 2014: Cegueira Moral. Traduzido por Carlos Alberto Medeiros. Jorge Zahar Editor ISBN 9788537812761
- 2015: Desafios do mundo moderno. Traduzido por Carlos Alberto Medeiros. Jorge Zahar Editor ISBN 9786356421531
- 2015: A riqueza de poucos beneficia todos nós?. Traduzido por Renato Aguiar. Jorge Zahar Editor ISBN 9788537814161
- 2016: Babel. Traduzido por Renato Aguiar. Jorge Zahar Editor ISBN 9788537815847
- 2017: Estranhos à nossa porta. Traduzido por Carlos Alberto Medeiros. Jorge Zahar Editor ISBN 9788537816103
- 2017: O retorno do pêndulo. Traduzido por Joana Angélica d'Avila Melo. Jorge Zahar Editor ISBN 9788537816639
- 2017: Retrotopia. Traduzido por Renato Aguiar. Jorge Zahar Editor ISBN     9788537817124

### Livros sobre Bauman
- 2000: Peter Beilharz, Zygmunt Bauman: Dialectic of Modernity. London: Sage. ISBN 0-7619-6735-4
- 2000: Dennis Smith, Zygmunt Bauman: Prophet of Postmodernity (Key Contemporary Thinkers). Cambridge: Polity Press. ISBN 0-7456-1899-5
- 2004: Keith Tester, The Social Thought of Zygmunt Bauman. Palgrave MacMillan. ISBN 1-4039-1271-8
- 2005: Tony Blackshaw, Zygmunt Bauman (Key Sociologists). London/New York: Routledge. ISBN 0-415-35504-4
- 2006: Keith Tester, Michael Hviid Jacobsen: Bauman Before Postmodernity: Invitation, Conversations and Annotated Bibliography 1953-1989. Aalborg: Aalborg University Press. ISBN 87-7307-738-0

#### Livros sobre Bauman de autores lusófonos
- 2013: Paulo Fernando da Silva, Conceito de ética na contemporaneidade segundo Bauman. FEU (Fundação Editora Unesp). Cultura Acadêmica. São Paulo: 2013. ISBN 978857983427 link: https://web.archive.org/web/20140705002109/http://culturaacademica.com.br/catalogo-detalhe.asp?ctl_id=380

### Entrevistas
- 2009: Revista Cult n°138. Entrevista com Zygmunt Bauman, por Dennis de Oliveira.
- 2009: O Globo. Zigmunt Bauman: 'Estamos constantemente correndo atrás. O que ninguém sabe é correndo atrás de quê', por Karla Monteiro.
- 2010: Istoé 24.09.10. Zygmunt Bauman: 'Vivemos tempos líquidos. Nada é para durar', por Adriana Prado.
- 2011: O Globo n°138. 'Foi um motim de consumidores excluídos', diz sociólogo Zygmunt Bauman, por Fernando Duarte.
- 2011: A aflição de uma vida líquida, Revista Filosofia Ciência & Vida n.58, 2011, por Renato Nunes Bittencourt
- 2015: Comunicação Líquida, Observatório da Imprensa / Revista da Comunicação Empresarial n. 835, por Nara Almeida.
- 2016: Sociedade, Linguagem e Modernidade Líquida[11], Revista Diálogo Educacional, n. 47, vol. 16, por Léo Peruzzo Júnior.